# مالكوم بوكر
مالكوم بوكر (بالإنجليزية: Malcolm Booker)‏ هو صحفي ودبلوماسي أسترالي، ولد في 1915، وتوفي في 15 يوليو 1998.